# Herb gminy Górno
Herb gminy Górno – jeden z symboli gminy Górno w postaci herbu.

## Wygląd i symbolika
Herb przedstawia na tarczy dzielonej w pas w polu pierwszym o barwie czerwonej herb Odrowąż, w polu drugim biały mur z bramą, a w niej kratę czerwoną.
Herb Odrowąż w pierwszym polu nawiązuje do św. Jacka Odrowąża – patrona najstarszego kościoła w gminie we wsi Leszczyny. Czerwona krata w polu drugim natomiast symbolizuje atrybut św. Wawrzyńca – patrona kościoła w Górnie.